# WSOF 8
WSOF 8: Gaethje vs. Patishnock foi um evento de artes marciais mistas promovido pelo World Series of Fighting, ocorrido em 18 de janeiro de 2014 no Seminole Hard Rock Hotel & Casino em Hollywood, Florida.

## Background
Gesias Cavalcante era esperado para enfrentar Justin Gathje em uma revanche pelo Cinturão Peso Leve do WSOF. Porém, Cavalcante foi obrigado a se retirar da luta devido à uma lesão. Ele foi substituído por Lewis Gonzalez.
O evento ainda contará com a luta pelo Cinturão Peso Palha Feminino entre Jessica Aguilar e Alida Gray.

## Card Oficial
^ a: Pelo Cinturão Inaugural Peso Leve do WSOF.

^ b: Pelo Cinturão Inaugural Peso Palha Feminino do WSOF.

## Ligações Externas
1. ↑  a[›]
2. ↑  b[›]